# エクス＝アン＝プロヴァンス駅
エクス＝アン＝プロヴァンス駅（エクス＝アン＝プロヴァンスえき）またはエクサンプロヴァンス駅（エクサンプロヴァンスえき、フランス語: Gare d'Aix-en-Provence）は、フランスのプロヴァンス＝アルプ＝コート・ダジュール地域圏ブーシュ＝デュ＝ローヌ県エクス＝アン＝プロヴァンス（エクサンプロヴァンス）にあるフランス国鉄（SNCF）の駅である。1877年開業。
エクス＝アン＝プロヴァンスの中心駅であるが、在来線専用の駅であるため、長距離列車は基本的に発着せず、マルセイユやブリアンソンなどへの普通列車のみが運行されている。パリなどとの長距離列車は、ここから約15キロ離れた場所に2001年に新設されたエクス＝アン＝プロヴァンスTGV駅に停車する。

## 隣の駅
フランス国鉄
TER プロヴァンス＝アルプ＝コート・ダジュール
メイラルグ駅 - エクス＝アン＝プロヴァンス駅 - ガルダンヌ駅